# Sidney Algier
Sidney Algier (5. december 1889 – 24. april 1945) var en amerikansk stumfilmskuespiller, filminstruktør og manuskriptforfatter. Han var gift med Wava Roberts. Han blev født i Shamokin, Pennsylvania, og døde i Los Angeles, Californien, af et hjerteanfald.

## Filmografi
- Lovers? (1927)
- The Gay Deceiver (1926)
- Memory Lane (1926)
- Fine Clothes (1925)
- Husbands and Lovers (1924)
- Why Men Leave Home (1924)
- The Dangerous Age (1923)
- The Gamesters (1920) (krediteret som Sidney H. Algier)
- The Blue Moon (1920) (krediteret som Sidney H. Algier)
- The House of Toys (1920)
- The Thirtieth Piece of Silver (1920)
- Their Mutual Child (1920)
- The Week-End (1920) ... (også kendt som The Weekend)
- Six Feet Four (1919) ( krediteret somSidney H. Algier)
- A Sporting Chance (1919) (krediteret som Sidney H. Algier)
- Some Liar (1919) (krediteret som Sidney H. Algier)
- The Twinkler (1916) (krediteret som Sidney H. Algier)
- Dust (1916) (krediteret som Sidney H. Algier)
- The Inner Struggle (1916) (krediteret som Sidney H. Algier)
- Reclamation (1916)
- Wallaby Jim of the Islands (1937) (krediteret som Sid Algier)
- A Shriek in the Night (1933)
- The Dude Bandit (1933)
- The Eleventh Commandment (1933)
- The Intruder (1933)
- Cowboy Counsellor (1932)
- A Parisian Romance (1932)
- The Thirteenth Guest (1932) ... (også kendt som Lady Beware)
- The Boiling Point (1932)
- A Man's Land (1932)
- Spirit of the West (1932)
- The Gay Buckaroo (1932)
- Local Bad Man (1932)
- Hard Hombre (1931)
- The Wanters (1923) (ukrediteret)
- The Dangerous Age (1923)
- My Fighting Gentleman ... (også kendt som A Son of Battle) (krediteret som Sid Algier) .... Jim
- Under Azure Skies (1916) (krediteret som Sid Algier)
- Spider Barlow's Soft Spot (1915) (krediteret som Sid Algier) .... Spike
- Wild Horse (1931) ... (også kendt somSilver Devil)

A Light Woman (1920)